# スタームルガー・セキュリティシックス
スタームルガー・セキュリティシックス（英語: Sturm Ruger Security Six）は、アメリカのスターム・ルガー社が1968年に開発したダブルアクションリボルバーであり、同社のリボルバーの基礎モデルとなった。

## 概要
1971年に発売となった同社初のダブルアクションリボルバーで、当時のアメリカは拳銃としてはリボルバーの全盛期で、その二大巨塔とも言えるS&W社とコルト社が鎬を削っており、今更新しい銃器メーカーが割って入る余地など無いとすら思われていた。
しかし、本銃の発売は1年足らずでスタームルガー社が安全性、性能、耐久性、低価格な点で人気を集める前述の二大メーカーに次ぐポピュラーなリボルバーメーカーへと成長を遂げる程の大成功に繋がった。

## 特徴
.357マグナム弾または.38スペシャル弾を使用する拳銃で、銃身長には2.75インチ、4インチ、6インチが用意されている。一般的なリボルバーと同様の設計であるが、インターナル・セーフティとして、トリガー機構にトランスファー・バーを配置し、トリガーに荷重がかかり、ハンマーが後退する事でこのバーがせり上がらない限り、ファイアリングピンがハンマーと接触しないという構造を持たせた。また、サイドプレートを廃し、メカニズムの殆どを着脱式のトリガーガードにセットしているため、フレーム強度を確保すると同時にメンテナンスが楽にできるようになっている。一方で、トリガーフィーリングや表面仕上げ等は、粗さが目立つという。現在もその構造自体に殆ど変更はなく、安価で丈夫な拳銃なので一部の警察関係でも使われた。
派生型として固定照準器を持つスピードシックスとポリスサービスシックスが存在する。さらに1985年にはセキュリティシックスの後継ともいうべきGP100が、1988年にはそれより一回りほど小型なSP101が発売された。また、フランスのマニューリン社はスターム・ルガー社と提携し、スペシャル・ポリスとMR88という類似したリボルバーを生産している。